# Weiden in der Oberpfalz

Weiden in der Oberpfalz este un oraș din regiunea administrativă (în germană: Regierungsbezirk) Palatinatul Superior (Oberpfalz), landul Bavaria, Germania. Constituie un district urban propriu (kreisfreie Stadt), neținând de niciun district rural german.

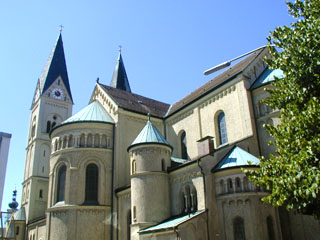
Weiden
(Biserica Sf.Iosif)